# Торьельо Гарридо, Хорхе
Хо́рхе Торье́льо Гарри́до (исп. Jorge Toriello Garrido; 1911 — 1998) — гватемальский предприниматель и политический деятель. Вместе с братом Гильермо Торьельо Гарридо принимал активное участие в октябрьской революции 1944 года, свергнувшей диктатора Хорхе Убико Кастаньеду. Некоторое время занимал пост министра финансов Гватемалы. С 20 октября 1944 по 15 марта 1945 года наряду с Хакобо Арбенсом и Хуаном Аревало входил в правящую правительственную хунту. Принимал участие в президентских выборах в Гватемале в декабре 1944 года. Министр иностранных дел Гватемалы в марте-декабре 1945 и феврале-июне 1954 года.
Получил образование в США, занимался коммерческой деятельностью и представлял в Гватемале иностранные торговые компании. В 1951 году учредил организацию добровольных пожарных и стал её первым президентом. В 1980—1988 годах возглавлял Красный Крест Гватемалы. Увлекался авиацией и пилотажем и внёс большой вклад развитие гражданской авиации в Гватемале.